# Oroszsebes
Oroszsebes (1899-ig Orosz-Bisztra, szlovákul: Ruská Bystrá) község Szlovákiában, a Kassai kerület Szobránci járásában.

## Fekvése
Szobránctól 22 km-re északkeletre, a Vihorlát lábánál, a néhai Zemplén és Ung vármegyék határán található.

## Története
1405-ben említik először.
A 18. század végén Vályi András így ír róla: „Orosz Bisztra. Tót falu Zemplén Vármegyében, birtokosai Gróf Keglevits, és Hevesy Uraságok, lakosai katolikusok, fekszik a’ Gálszétsi járásban. Határja három nyomásbéli, ’s ha trágyaztatik meglehetősen terem, legelője elég, fája is tűzre, malma helyben, itatója alkalmatos, vagyonnyait eladhattya Eperjesen, Sóváron, de mivel határja szorgalmatos mivelést kíván, második Osztálybéli.”
Fényes Elek 1851-ben kiadott geográfiai szótárában így ír a faluról: „Orosz-Bisztra, orosz falu, Zemplén vgyében, 118 g. kath., lak., 244 h. szántófölddel. Fekszik Hrabóczhoz közel, hegyek közt. Ut. p. Nagymihály.”
Borovszky Samu monográfiasorozatának Zemplén vármegyét tárgyaló része szerint: „Oroszsebes, azelőtt Oroszbisztra, Ung vármegye határán fekszik. Ruthén kisközség, 46 házzal és 338 gör. kath. vallású lakossal. Postája Ublya, távírója és vasúti állomása Kisberezna. A homonnai uradalomhoz tartozott s annak sorsában osztozott. Újabbkori birtokosai a gróf Dessewffyek voltak, azután a tanulmányi alapé lett, a mult század első felében Tomsics Józsefé, 1824-től kezdve Ipsépy Tamásé és most özv. Isépy Tamásnénak van itt nagyobb birtoka. 1663-ban a pestisjárvány, 1831-ben pedig a kolera pusztította. Van egy ősrégi gör. kath. fatemploma, mely hozzávetőleg a XVI. században épült.”
A trianoni diktátumig Zemplén vármegye Szinnai járásához tartozott, majd az újonnan létrehozott csehszlovák államhoz csatolták. 1939 és 1945 között ismét Magyarország része.

## Népessége
| Év:            | 1994. | 2004.    | 2014.    | 2024.   |
| -------------- | ----- | -------- | -------- | ------- |
| Emberek száma: | 167   | 133      | 118      | 107     |
| Eltérés:       |       | -20,35 % | -11,27 % | -9,32 % |

| Év:            | 2023. | 2024. |
| -------------- | ----- | ----- |
| Emberek száma: | 107   | 107   |
| Eltérés:       |       | +0 %  |

1910-ben 312, túlnyomórészt ruszin anyanyelvű lakosa volt.
1996-ban 158 lakosa volt.
2001-ben 151 lakosából 144 szlovák volt.
2011-ben 118 lakosából 112 szlovák volt.

## Nevezetességei
- Szent Miklós tiszteletére szentelt, görögkatolikus fatemploma a 18. században épült.

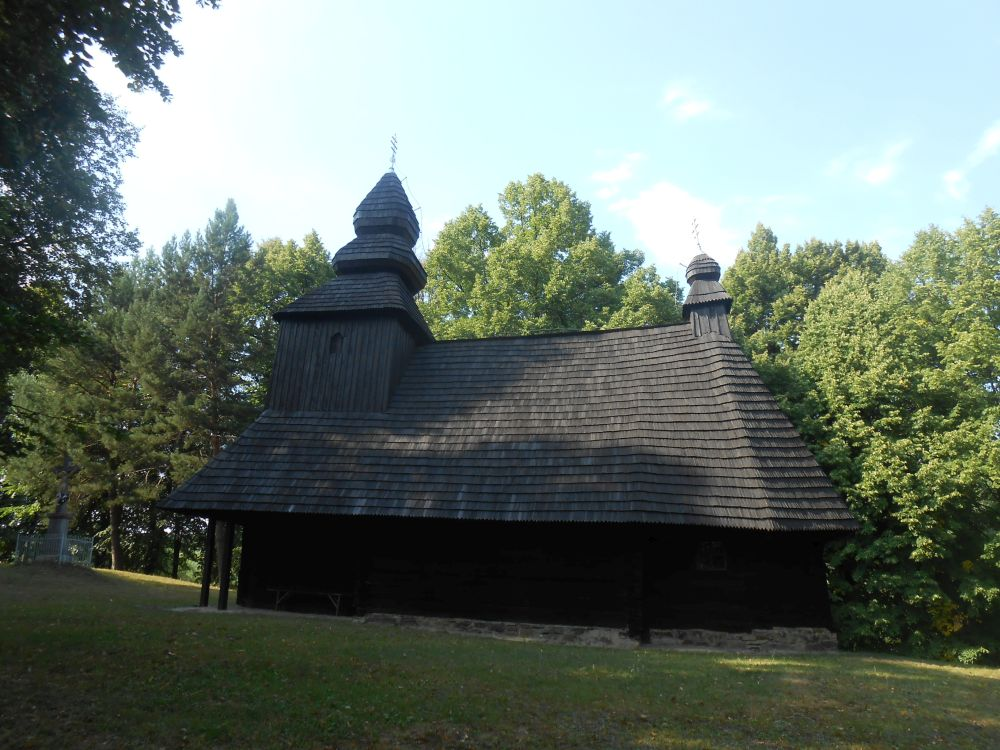
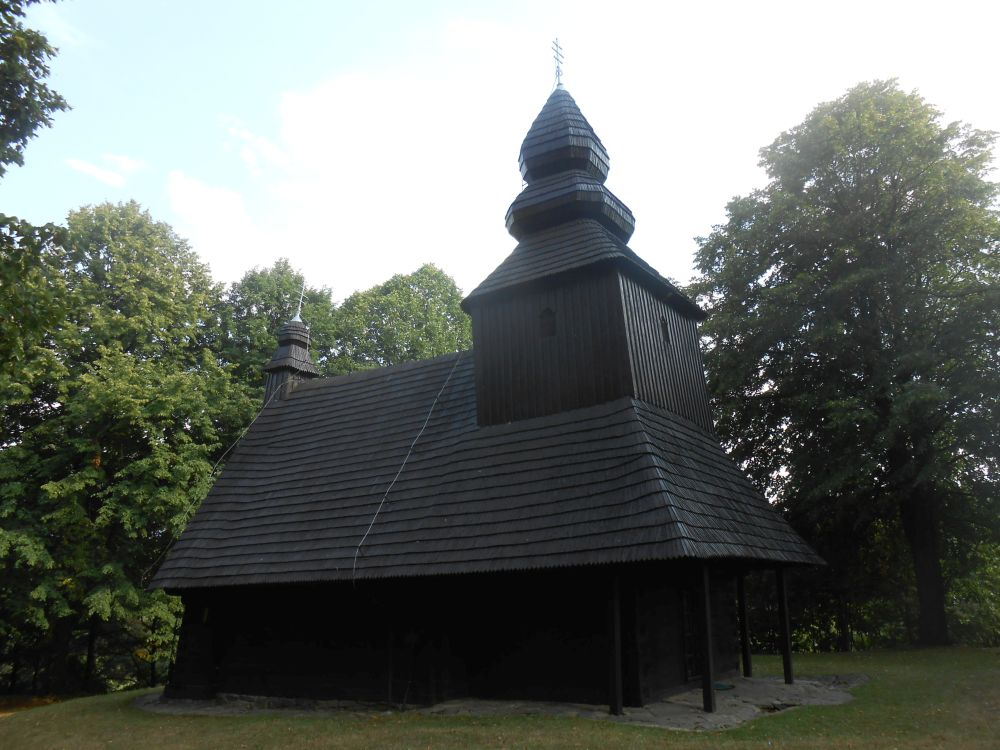